# Peder Mørk Mønsted
Peder Mørk Mønsted (Peter Mork Monsted) (né le 10 décembre 1859 à Grenå - mort le 20 juin 1941 à Fredensborg) est un peintre réaliste danois. Dans l'histoire de l'art, il est considéré comme l'un des plus célèbres peintres paysagistes du tournant du XXe siècle.

## Biographie
Fils d'un riche armateur du Jutland, Peder Mønsted suit très jeune les cours de l'école d'art de Aarhus, puis entre, en 1875, à l'Académie royale des beaux-arts du Danemark. En 1882, il se rend à Rome puis à Capri, où la lumière méditerranéenne et l'éclat des couleurs l'impressionnent. Quelques mois plus tard, il se rend à Paris où il travaille jusqu'en 1883 dans l'atelier de William Adolphe Bouguereau.
En Italie, il visite entre autres Venise, le lac de Garde et Ravello, en France, Paris et Monte-Carlo. En Suisse, il se rend à plusieurs reprises durant l'hiver en Engadine et à la belle saison sur les rives du lac Léman.
En 1889, il se rend en Algérie. Trois ans plus tard, il visite la Grèce, où en 1892 il est l'invité de la famille royale pendant un semestre. Il peint aussi les pyramides en Égypte, puis en Espagne la ville andalouse de Cadix.
De ses voyages Peder Mønsted rapporte de nombreux croquis qu'il utilise dans son atelier pour peindre des toiles qui participent à de grandes expositions internationales. Dès 1874, il expose régulièrement à Copenhague, mais aussi à Lübeck et Paris. Avant 1900, Peder Mønsted est déjà célèbre en Allemagne pour ses paysages, qu'il a présentés aux expositions d'art de Berlin et au Palais des glaces de Munich.

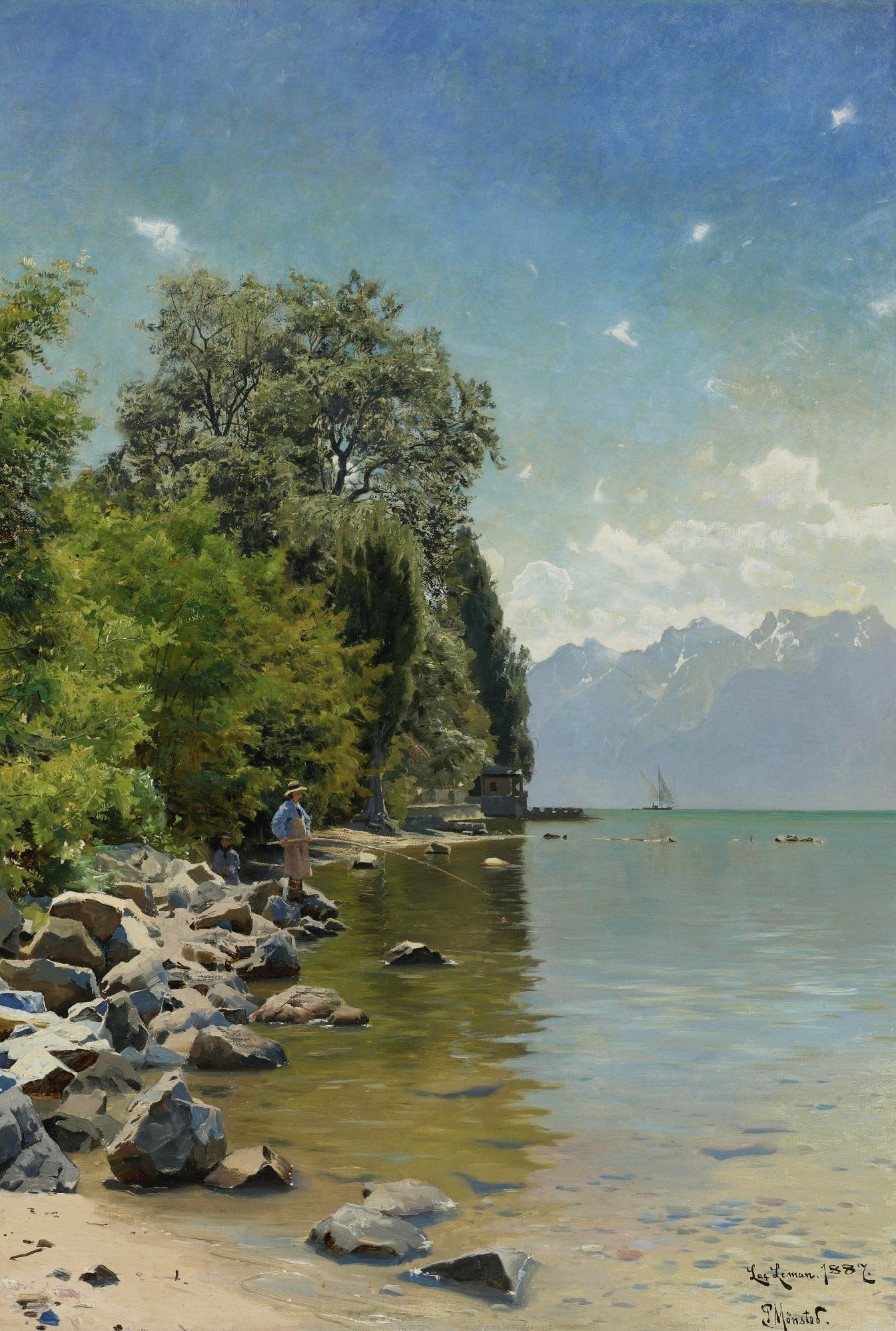
Lac Léman (1887).

## Galerie

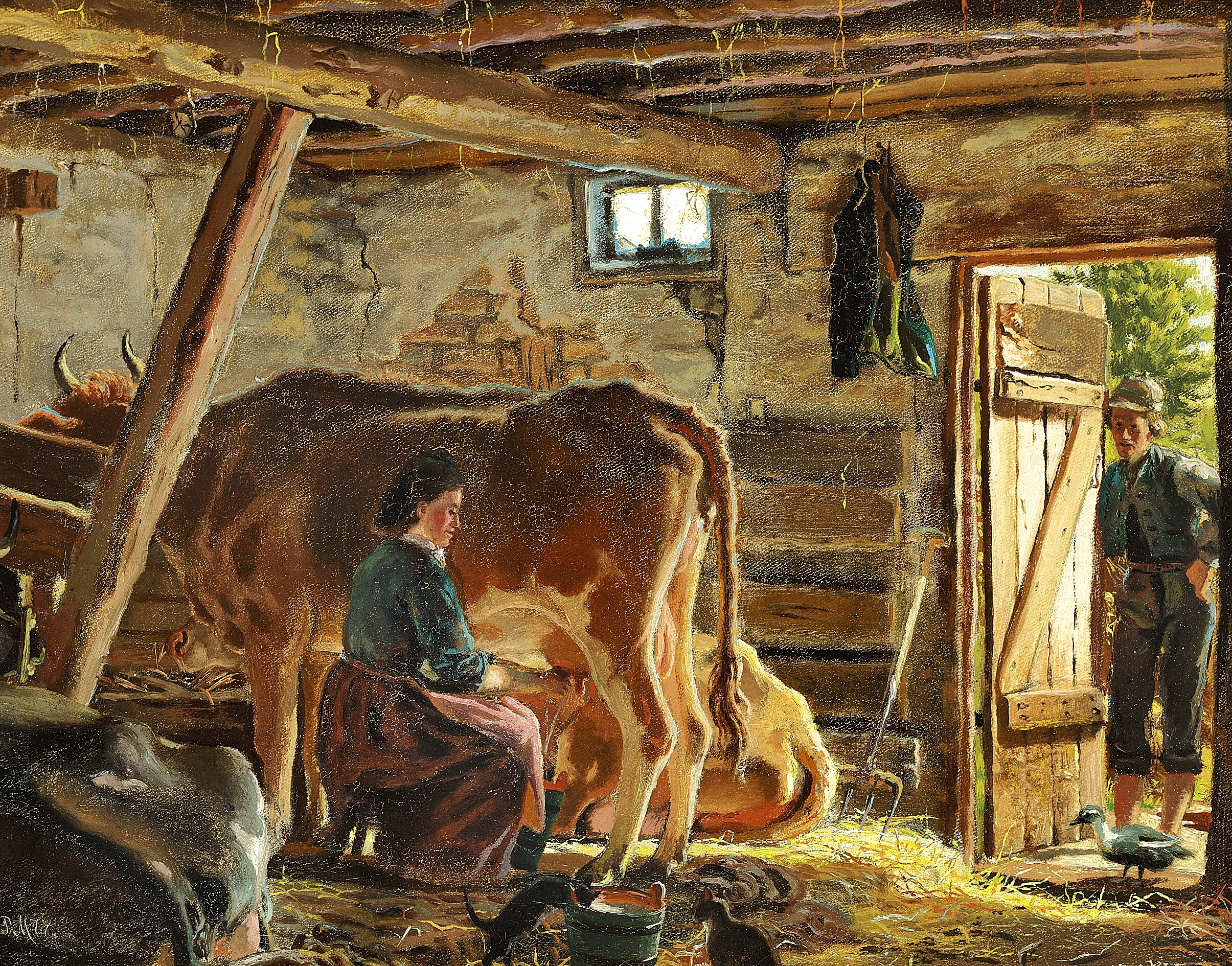
Peder Mørk Mønsted. Intérieur d'étable, vache, laitière et garçon de ferme, 1877.
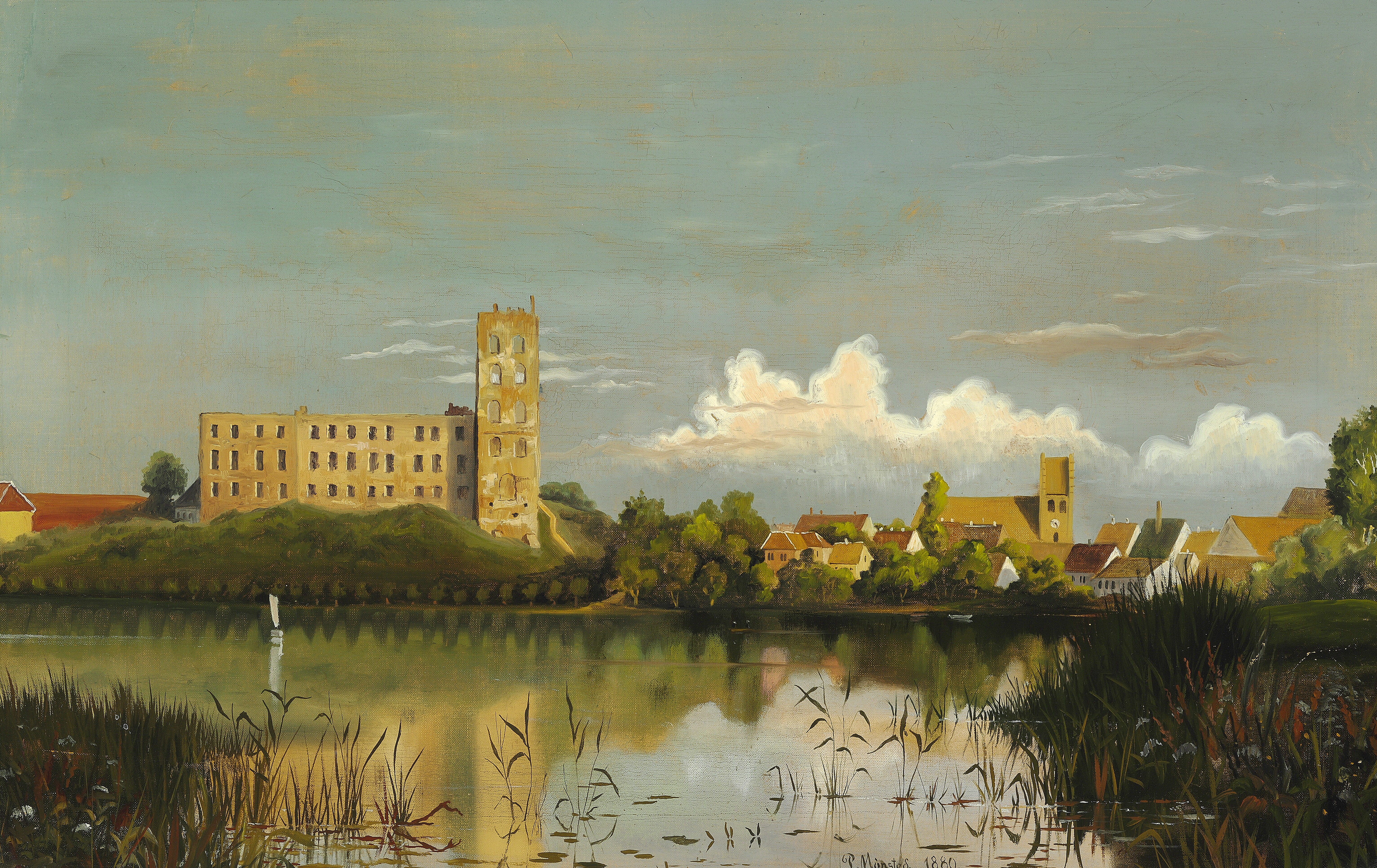
Peder Mørk Mønsted. Le lac de Kolding vers Koldinghus, 1880.
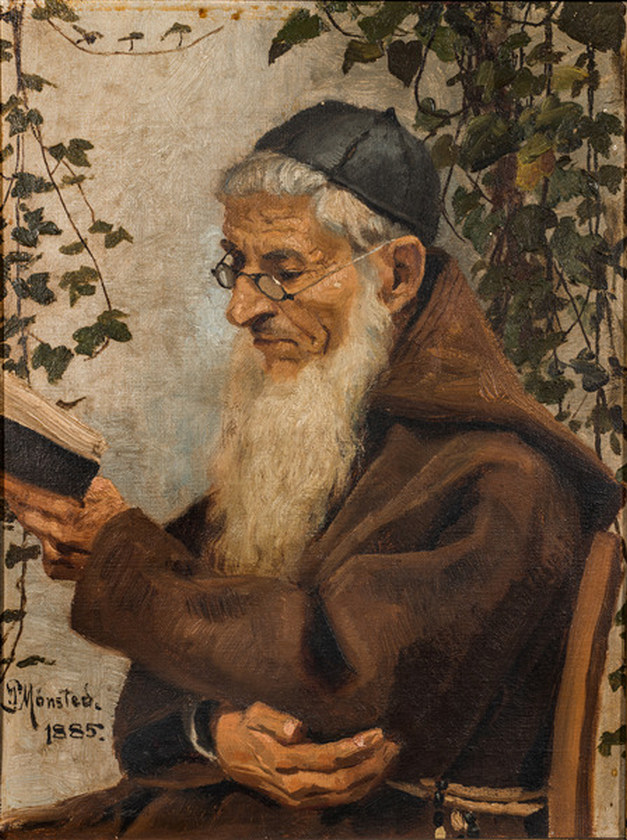
Peder Mørk Mønsted. Moine lisant, 1885.
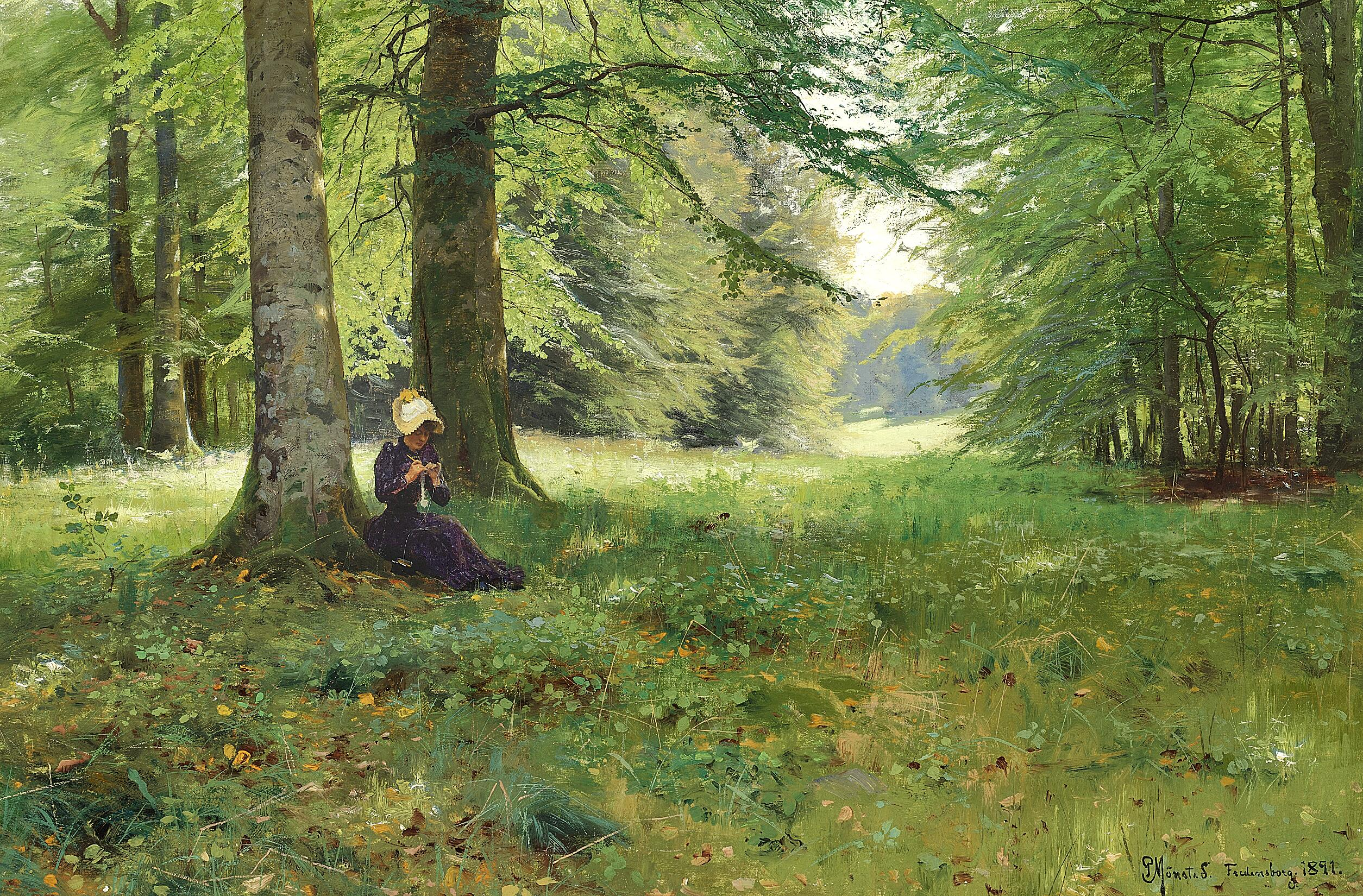
Peder Mørk Mønsted. Journée d'été en forêt, 1891.
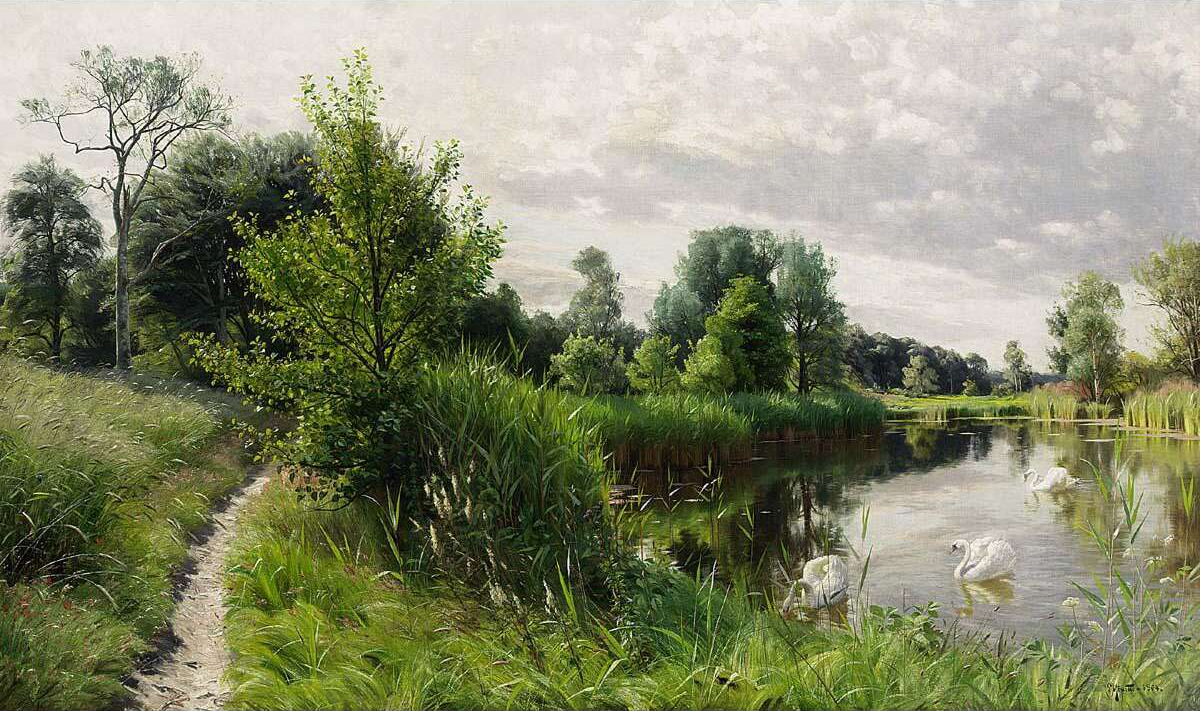
Peder Mørk Mønsted. Paysage d'été avec des cygnes sur un lac, 1904.
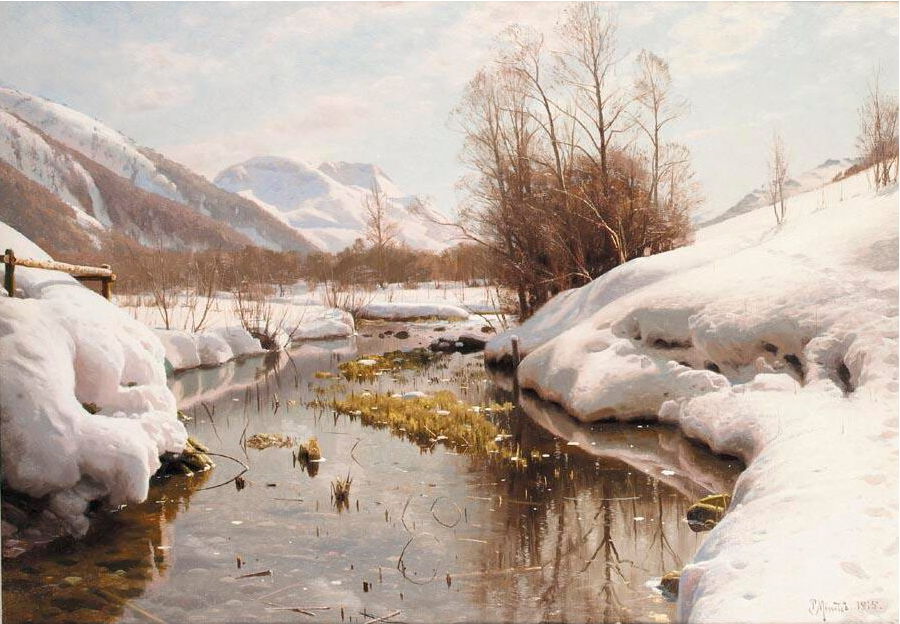
Peder Mørk Mønsted. Rives enneigées, 1915.
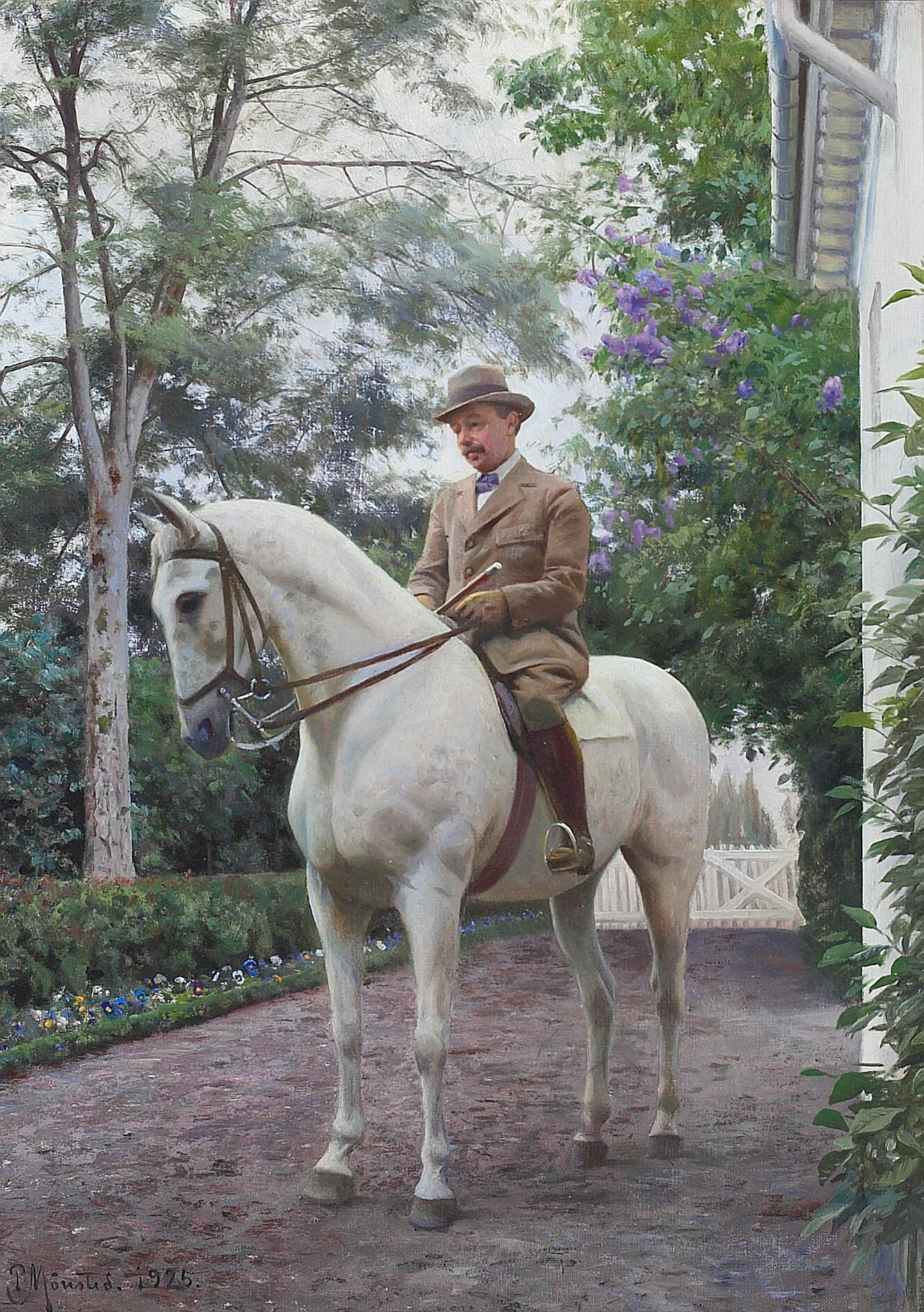
Peder Mørk Mønsted. Cavalier sur son cheval (peut-être s'agit-il du peintre), 1925.
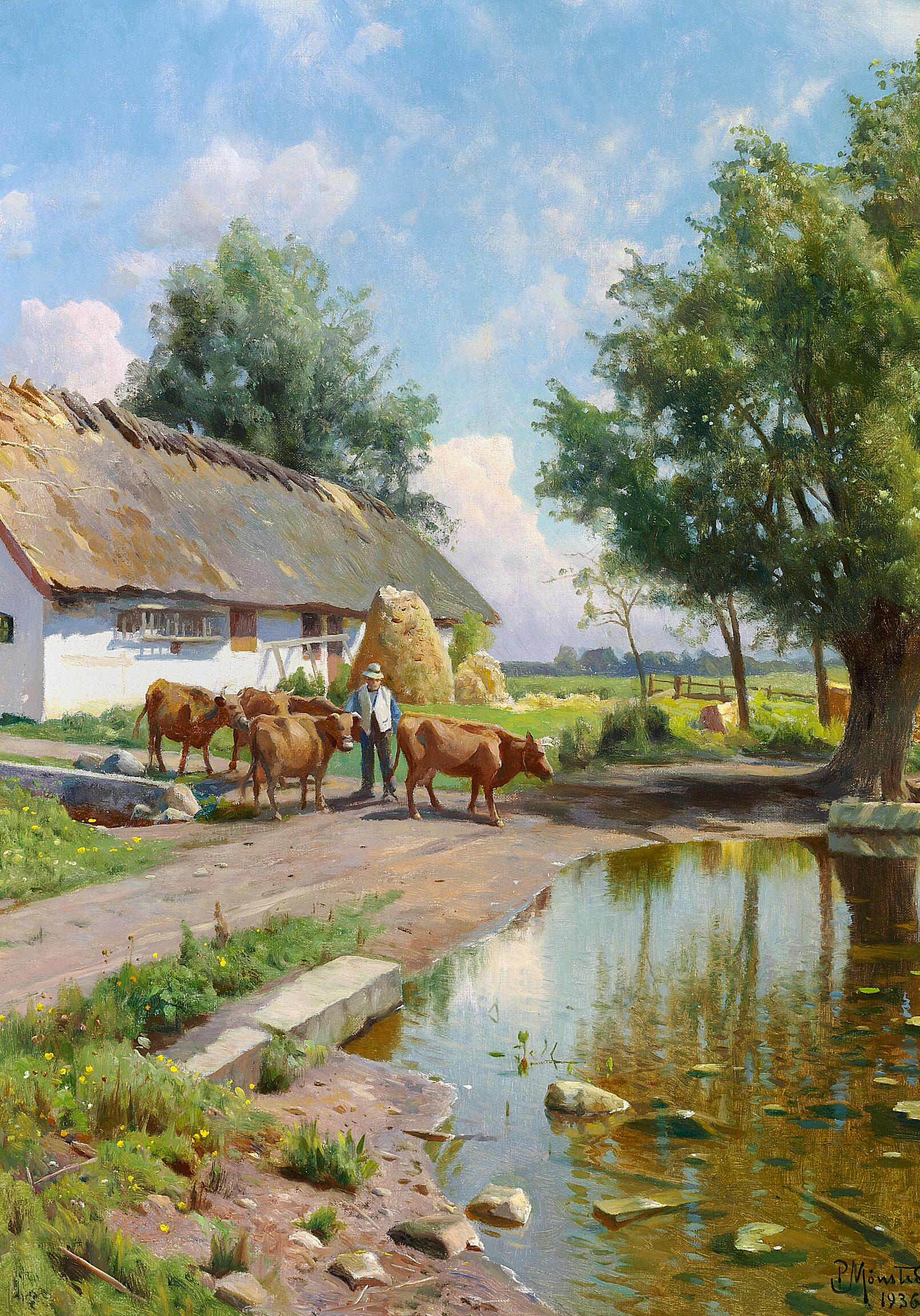
Peder Mørk Mønsted. À Strøby Egede (en), vaches allant s'abreuver, 1936.